# Regno del Bosforo Cimmerio
Il Regno del Bosforo Cimmerio fu un antico regno ellenico situato nelle attuali penisole di Crimea e Taman', lungo le coste del Bosforo Cimmerio (l'attuale stretto di Kerč nel Mar d'Azov), nel quale una popolazione mista adottò la lingua greca e la sua civiltà.

## Storia

### Prime colonie greche
In questa regione, a partire dal VII secolo a.C., i Greci avevano stabilito alcune colonie: lungo il fronte occidentale a Panticapaeum (l'attuale Kerč', fondata tra la fine del VII e l'inizio del VI secolo a.C.), la principale tra tutte le colonie dell'area, essa stessa chiamata Bosporus, ovvero Nymphaion e Myrmekion; lungo il fronte orientale a Phanagoria (la seconda capitale del regno, fondata attorno al 540 a.C.), Cepoi, Germonassa, Portus Sindicus, Gorgippia.
Queste prime colonie furono fondate principalmente dagli abitanti di Mileto, come Panticapaeum o Phanagoria, mentre Nymphaeum era collegata ad Atene.

### Archenactidi
Nel V secolo a.C., probabilmente sotto la minaccia delle popolazioni scite, le colonie greche del Bosforo iniziarono a raggrupparsi sotto la guida di una dinastia. Tra il 480 e il 438 a.C. l'area fu infatti governata dalla dinastia degli Archeanactidi, verosimilmente arconti di Panticapeo.

### La fondazione del regno e gli Spartocidi
Secondo Diodoro Siculo, gli Archenactidi furono rovesciati da Spartoco (438-431 a.C.), apparentemente di origini trace. Egli fondò il vero e proprio regno del Bosforo Cimmerio e una dinastia che sarebbe durata fino al 110 a.C., quella degli Spartocidi, i quali hanno lasciato numerose testimonianze sulla forma di governo adottata, quasi fosse un arconte sul modello delle città greche e dei re delle città indigene come il popolo dei Sindi e dei Meoti. Sfortunatamente queste iscrizioni e la monetazione dell'epoca non hanno comunque permesso di avere una lista completa di tutti i monarchi che regnarono in questi tre secoli di storia del regno.
Il successore di Spartoco fu Satiro di Panticapeo, il quale regnò dal 431 al 387 a.C., e riuscì a stabilire il suo governo sull'intero distretto, aggiungendo i territori di Nymphaion ai suoi domini e ponendo sotto assedio Teodosia, che era una rivale della sua città-stato ove veniva praticato il commercio con il sistema del porto franco, mettendo a rischio le sue riserve di grano della Crimea orientale.
Gli successe Leucone (dal 387 al 347 a.C.). Morto Leucone, gli successero i suoi due figli, Spartoco II e Perisade. Il primo morì pochi anni più tardi, nel 342 a.C., mentre il fratello continuò a regnare fino al 310 a.C. Con la morte di Perisade, scoppiò nel regno una guerra civile a cui successe come nuovo monarca Eumelo, il quale regnò dal 310 al 303 a.C. Nel 303 a.C. divenne nuovo re Spartoco III, il quale regnò fino al 283 a.C., e dopo di lui Perisade II.
Da questo momento in poi troviamo numerosi altri sovrani, con nomi che si ripetono ma dei quali poco sappiamo, compreso il periodo in cui regnarono.
Sappiamo soltanto che l'ultimo di loro, Perisade V, incapace di tener testa alle popolazioni indigene, nel 108 a.C. chiese aiuto a Diofanto, generale di Mitridate VI del Regno del Ponto, promettendogli che avrebbe lasciato il suo regno al principe, ma fu assassinato da Saumaco, di origine scitica, il quale condusse contro di lui una ribellione.
La dinastia spartocide mantenne relazioni di amicizia con Atene, principale acquirente del loro grano, di cui Leucone mise in atto un trattato con Teodosia, dove erano concessi particolari privilegi alle navi attiche. In cambio la città di Atene gli garantì la cittadinanza ateniese con un trattato valido per lui ed i suoi figli.

### Dinastia mitridatica
Mitridate affidò il regno del Bosforo Cimmerio a suo figlio Macare, che tuttavia lo abbandonò ai Romani e a Pompeo. Più tardi fu riconquistato dallo stesso Mitridate, mentre il figlio Macare si uccise nell'inverno del 66-65 a.C. Una nuova rivolta sconvolse ancora il regno del Bosforo sotto Farnace, anch'egli figlio di Mitridate.
Dopo la morte del padre, avvenuta nel 63 a.C., Farnace si sottomise ai romani, tentando poi di riottenere i suoi antichi domini durante la guerra civile tra Cesare e Pompeo, ma fu sconfitto irreparabilmente da Gaio Giulio Cesare a Zela nel 47 a.C. Poco dopo fu ucciso da un suo governatore, Asandro; questi, una volta sposata la figlia di Farnace, Dinamide, prese possesso del regno del Bosforo, diventando egli stesso re, fino alla sua morte in tardissima età (17 a.C.)
Dopo la sua morte, un romano chiamato Scribonio tentò di impossessarsi del regno costringendo Dinamide a sposarlo. I Romani furono costretti ad intervenire: Marco Vipsanio Agrippa decise, pertanto, di porre sul trono il sovrano amico ed alleato, Polemone I del Ponto, che regnò dal 14 all'8 a.C.

### Regno cliente dell'Impero romano (I-II secolo)

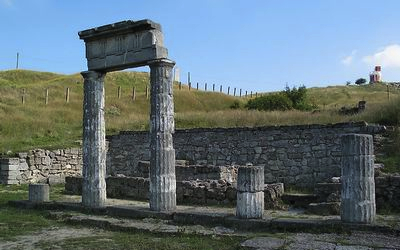
Rovine di Panticapaeum, moderna Kerč', la capitale del Regno del Bosforo Cimmerio.

A Polemone successe Aspurgo, probabilmente figlio di Asandro e Dinamide, che regnò dall'8 al 38.
Da qui una successione pressoché ininterrotta di re che durò fino al 341, nella forma di regno cliente. Questi re, che portavano nomi tipici del Ponto, come Coti, Rescuporide, Remetalce o i nomi indigeni dei Sauromati, si proclamavano discendenti di Mitridate e usavano datare tutti i loro avvenimenti e la monetazione in base ad un calendario pontico, a partire dal 297 a.C.
Il loro regno copriva i territori delle penisole di Crimea e Taman', estendendosi lungo la costa est della Palude Meotide, fino alla foce del fiume Tanai (l'attuale Don), che costituiva un valido collegamento con i mercati interni dell'antica Russia.

### Al tempo delle invasioni barbariche (III-IV secolo)
Il regno del Bosforo Cimmerio fu sempre in guerra contro le popolazioni indigene e spesso fu appoggiato da guarnigioni romane (unità ausiliarie, legionarie e flotta della vicina Mesia), presenti nei loro stessi territori.
Attorno al 256-257 Goti e Borani riuscirono ad impadronirsi della flotta del regno del Bosforo ed a sferrare un pesante attacco lungo le coste della vicina Anatolia. L'ultimo sovrano ricordato è un certo Rescuporide nel 341, dopodiché il regno cadde nelle mani degli Unni, dopo che questi avevano sconfitto le vicine popolazioni sarmate degli Alani attorno al 375/376 (Battaglia del fiume Erac).

### Il Bosforo Cimmerio sotto l'Impero bizantino
Pochi secoli dopo l'invasione degli Unni le città del Bosforo Cimmerio sembrarono riprendersi da questa invasione che aveva portato grande distruzione, grazie alla protezione del vicino Impero bizantino. Da questo momento alcuni ufficiali bizantini furono inviati a costruire in questa zona diverse fortezze, esercitando la loro autorità sul Bosforo, che divenne sede arcivescovile. I bizantini mantennero il possesso di Ta Matarcha, nella zona orientale del regno, città che nel X ed XI secolo divenne la sede del principato russo di Tmutarakan', e dalla quale ebbe inizio la dominazione dei Tartari.
A partire dal XIII secolo si andò a costituire il principato di Teodoro, che tradizionalmente è considerato come l'ultimo stato diretto erede dell'Impero Bizantino, e quindi dell'Impero Romano, ad essere stato sottomesso in linea cronologica: il principato capitolò nel 1475.
Con la diaspora ebraica, e grazie al vicino stato della Khazaria, si aggiunse alla popolazione un elemento ebraico, sotto la cui influenza si svilupparono in tutte le città del regno, specialmente lungo il fiume Don, alcune sette di "fedeli al Dio più alto", apparentemente professanti una forma di monoteismo che non fosse, in modo caratteristico, ebreo o cristiano.

## Economia e monetazione
La prosperità del Regno del Bosforo Cimmerio si basò, fin dal principio, sulle esportazioni di carne, pesce, grano e schiavi. Le città del Bosforo hanno lasciato notevoli testimonianze architettoniche, oltre a sculture, lavori di alta oreficeria, vasi di tipo attico, terrecotte, antiche monete del Regno, ecc. oggi conservate nel Museo dell'Ermitage di San Pietroburgo.

### Fonti primarie
- Diodoro Siculo, Bibliotheca historica, XII, 31.

### Fonti secondarie
- Jochen Fornasier and Burkhard Böttger, Das Bosporanische Reich, Mainz 2002, ISBN 3-8053-2895-8.
- Bulletin of the Odessa Numismatics Museum, su museum.com.ua.